# LHJMQ 2019/20
Die LHJMQ-Saison 2019/20 war die 51. Spielzeit der Ligue de hockey junior majeur du Québec. Die reguläre Saison begann am 19. September 2019 und sollte am 21. März 2020 enden. Im Anschluss waren die Playoffs um die Coupe du Président geplant, jedoch wurde der Spielbetrieb aufgrund der Pandemie des Corona-Virus am 12. März 2020 unterbrochen. Schließlich verkündete die Canadian Hockey League am 23. März 2020, dass die Spielzeiten von OHL, LHJMQ und WHL endgültig abgebrochen werden und auch der anschließende Memorial Cup nicht stattfindet.

## Reguläre Saison

### Platzierungen
Abkürzungen: GP = Spiele, W = Siege, L = Niederlagen, OTL = Niederlage nach Overtime, SOL = Niederlage nach Shootout, GF = Erzielte Tore, GA = Gegentore, Pts = Punkte

Erläuterungen:   = Conference-Sieger,  = Trophée-Jean-Rougeau-Gewinner

#### Eastern Conference
| Maritimes Division      | GP | W  | L  | OTL | SOL | GF  | GA  | Pts |
| ----------------------- | -- | -- | -- | --- | --- | --- | --- | --- |
| Moncton Wildcats        | 64 | 50 | 13 | 1   | 0   | 276 | 148 | 101 |
| Cape Breton Eagles      | 63 | 40 | 20 | 2   | 1   | 269 | 194 | 83  |
| Charlottetown Islanders | 64 | 33 | 26 | 5   | 0   | 197 | 205 | 71  |
| Saint John Sea Dogs     | 64 | 30 | 33 | 1   | 0   | 226 | 280 | 61  |
| Halifax Mooseheads      | 63 | 20 | 38 | 3   | 2   | 170 | 263 | 45  |
| Acadie-Bathurst Titan   | 64 | 12 | 40 | 8   | 4   | 171 | 279 | 36  |

| East Division         | GP | W  | L  | OTL | SOL | GF  | GA  | Pts |
| --------------------- | -- | -- | -- | --- | --- | --- | --- | --- |
| Chicoutimi Saguenéens | 63 | 45 | 12 | 5   | 1   | 256 | 182 | 96  |
| Rimouski Océanic      | 64 | 38 | 18 | 4   | 4   | 252 | 176 | 84  |
| Québec Remparts       | 64 | 27 | 32 | 4   | 1   | 202 | 245 | 54  |
| Baie-Comeau Drakkar   | 64 | 24 | 29 | 7   | 4   | 196 | 240 | 59  |

#### Western Conference
| Central Division         | GP | W  | L  | OTL | SOL | GF  | GA  | Pts |
| ------------------------ | -- | -- | -- | --- | --- | --- | --- | --- |
| Sherbrooke Phoenix       | 63 | 51 | 8  | 3   | 1   | 290 | 164 | 106 |
| Drummondville Voltigeurs | 63 | 36 | 25 | 2   | 0   | 232 | 221 | 74  |
| Victoriaville Tigres     | 63 | 26 | 28 | 5   | 4   | 190 | 201 | 61  |
| Shawinigan Cataractes    | 63 | 29 | 32 | 2   | 0   | 227 | 245 | 60  |

| West Division                | GP | W  | L  | OTL | SOL | GF  | GA  | Pts |
| ---------------------------- | -- | -- | -- | --- | --- | --- | --- | --- |
| Blainville-Boisbriand Armada | 63 | 32 | 27 | 2   | 2   | 212 | 219 | 68  |
| Rouyn-Noranda Huskies        | 63 | 29 | 30 | 2   | 2   | 180 | 209 | 62  |
| Val-d’Or Foreurs             | 63 | 26 | 30 | 5   | 2   | 207 | 247 | 59  |
| Gatineau Olympiques          | 64 | 22 | 37 | 5   | 0   | 204 | 247 | 49  |

### Beste Scorer
Abkürzungen: GP = Spiele, G = Tore, A = Assists, Pts = Punkte, +/− = Plus/Minus, PIM = Strafminuten; Fett: Bestwert
| Spieler            | Team                                     | GP | G  | A  | Pts | ±   | PIM |
| ------------------ | ---------------------------------------- | -- | -- | -- | --- | --- | --- |
| Alexis Lafrenière  | Rimouski Océanic                         | 52 | 35 | 77 | 112 | +41 | 50  |
| Alexander Chowanow | Moncton Wildcats                         | 51 | 32 | 67 | 99  | +58 | 94  |
| Jegor Sokolow      | Cape Breton Eagles                       | 52 | 46 | 46 | 92  | +38 | 42  |
| Félix Robert       | Sherbrooke Phoenix                       | 46 | 36 | 56 | 92  | +40 | 47  |
| Xavier Simoneau    | Drummondville Voltigeurs                 | 61 | 28 | 61 | 89  | −1  | 59  |
| Alex-Olivier Voyer | Sherbrooke Phoenix                       | 63 | 44 | 44 | 88  | +55 | 76  |
| Cédric Paré        | Rimouski Océanic                         | 64 | 37 | 51 | 88  | +39 | 36  |
| Jeremy McKenna     | Moncton Wildcats                         | 57 | 40 | 42 | 82  | +46 | 24  |
| Raphaël Lavoie     | Halifax Mooseheads Chicoutimi Saguenéens | 55 | 38 | 44 | 82  | +7  | 48  |
| Jakob Pelletier    | Moncton Wildcats                         | 57 | 32 | 50 | 82  | +57 | 16  |

### Beste Torhüter
Die kombinierte Tabelle zeigt die jeweils drei besten Torhüter in den Kategorien Gegentorschnitt und Fangquote sowie die jeweils Führenden in den Kategorien Shutouts und Siege.
Abkürzungen: GP = Spiele, Min = Eiszeit (in Minuten), W = Siege, L = Niederlagen, OTL = Overtime/Shootout-Niederlagen, GA = Gegentore, SO = Shutouts, Sv% = gehaltene Schüsse (in %), GAA = Gegentorschnitt; Fett: Bestwert; Sortiert nach Gegentorschnitt. Erfasst werden nur Torhüter mit 1632 absolvierten Spielminuten.
| Spieler          | Team                  | GP | Min     | W  | L | OTL | GA  | SO | Sv%  | GAA  |
| ---------------- | --------------------- | -- | ------- | -- | - | --- | --- | -- | ---- | ---- |
| Samuel Hlavaj    | Sherbrooke Phoenix    | 39 | 2294:39 | 33 | 3 | 2   | 86  | 3  | 91,5 | 2,25 |
| Olivier Rodrigue | Moncton Wildcats      | 39 | 2353:06 | 31 | 7 | 1   | 91  | 6  | 91,8 | 2,32 |
| Kevin Mandolese  | Cape Breton Eagles    | 37 | 2114:53 | 26 | 8 | 1   | 82  | 2  | 92,5 | 2,33 |
| Alexis Shank     | Chicoutimi Saguenéens | 50 | 2887:26 | 36 | 9 | 2   | 127 | 2  | 91,0 | 2,64 |

## Auszeichnungen

### All-Star-Teams
| First All-Star-Team |                                                        |
| Angriff:            | Alexander Chowanow – Alexis Lafrenière – Jegor Sokolow |
| Verteidigung:       | Justin Bergeron – Jordan Spence                        |
| Tor:                | Kevin Mandolese                                        |

| Second All-Star-Team |                                                     |
| Angriff:             | Jakob Pelletier – Félix Robert – Alex-Olivier Voyer |
| Verteidigung:        | Adam McCormick – William Villeneuve                 |
| Tor:                 | Samuel Hlavaj                                       |

### All-Rookie-Team
| All-Rookie-Team |                                                   |
| Angriff:        | Zachary Bolduc – Zachary Dean – Zachary L’Heureux |
| Verteidigung:   | Isaac Belliveau – Jacob Dion                      |
| Tor:            | Samuel Hlavaj                                     |

### Vergebene Trophäen
| Auszeichnung              | Auszeichnung           | Team                                |
| ------------------------- | ---------------------- | ----------------------------------- |
| Coupe du Président        | Coupe du Président     | nicht vergeben                      |
| Trophée Jean Rougeau      | Trophée Jean Rougeau   | Sherbrooke Phoenix                  |
| Trophée Luc Robitaille    | Trophée Luc Robitaille | Sherbrooke Phoenix                  |
| Trophée Robert LeBel      | Trophée Robert LeBel   | Moncton Wildcats                    |
| Auszeichnung              | Spieler                | Team                                |
| Trophée Michel Brière     | Alexis Lafrenière      | Rimouski Océanic                    |
| Trophée Jean Béliveau     | Alexis Lafrenière      | Rimouski Océanic                    |
| Trophée Guy Lafleur       | nicht vergeben         | nicht vergeben                      |
| Trophée Jacques Plante    | Samuel Hlavaj          | Sherbrooke Phoenix                  |
| Trophée Guy Carbonneau    | Benoit-Olivier Groulx  | Halifax Mooseheads Moncton Wildcats |
| Trophée Émile Bouchard    | Jordan Spence          | Moncton Wildcats                    |
| Trophée Kevin Lowe        | Adam McCormick         | Cape Breton Eagles                  |
| Trophée Michael Bossy     | Alexis Lafrenière      | Rimouski Océanic                    |
| Coupe RDS                 | Zachary Bolduc         | Rimouski Océanic                    |
| Trophée Michel Bergeron   | Zachary Bolduc         | Rimouski Océanic                    |
| Trophée Raymond Lagacé    | Samuel Hlavaj          | Sherbrooke Phoenix                  |
| Trophée Frank J. Selke    | Jakob Pelletier        | Moncton Wildcats                    |
| Plaque joueur humanitaire | Xavier Simoneau        | Drummondville Voltigeurs            |
| Trophée Marcel Robert     | Rafaël Harvey-Pinard   | Chicoutimi Saguenéens               |
| Trophée Paul Dumont       | Alexis Lafrenière      | Rimouski Océanic                    |
| Trophée Ron Lapointe      | Stéphane Julien        | Sherbrooke Phoenix                  |
| Trophée Maurice Filion    | Jocelyn Thibault       | Sherbrooke Phoenix                  |
| Trophée John Horman       | David Boies            | Drummondville Voltigeurs            |
| Trophée Jean Sawyer       | Marketing-Abteilung    | Drummondville Voltigeurs            |